# Louise Eates

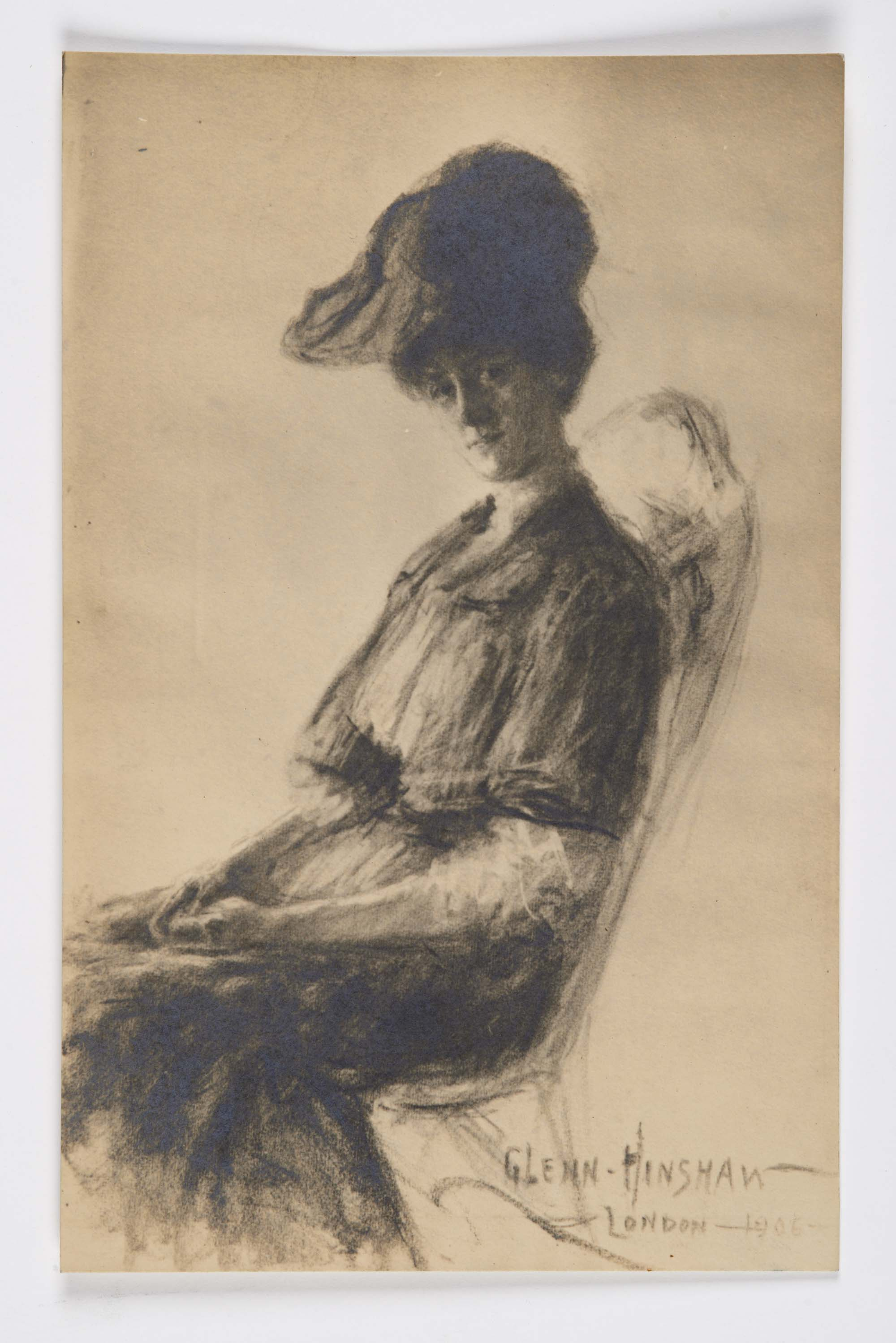
Louise Eates, Zeichnung von Glenn Hinshaw, 1906

Louise Mary Eates, geborene Peters (* 1877 in Richmond, North Yorkshire; † 1944 in Acton, London), war eine englisch-britische Suffragette.

## Leben
Über Eates familiären Hintergrund ist nichts bekannt, sie erhielt ihre Ausbildung am Edinburgh Ladies College.
Im Jahr 1901 heiratete sie Augustus Reginald Eates (1871–1963), einen praktischen Arzt in Kensal Green, London Borough of Brent, der sie mit der Frage des Frauenwahlrechts und anderen politischen Themen in Berührung brachte. Eates interessierte sich für die Arbeitsbedingungen von Frauen, wurde ehrenamtliche Sekretärin eines Ausschusses des Women's Industrial Council und sprach vor der London Society for Women's Suffrage von Millicent Garrett Fawcett. 1906 oder 1907 trat sie der Women’s Social and Political Union (WSPU) bei, wobei sie von 1906 bis 1910 als Vorsitzende und Sekretärin der Zweigstelle Kensington tätig war.
Eates nutzte ihr Haus in Knightsbridge, um in Veranstaltungen andere Frauen der Mittelschicht für das Thema des Frauenwahlrechts zu interessieren. Im Juni 1907 zahlte sie Minnie Baldock von der WSPU einen Schilling und sechs Pence, um einen Vortrag über die Bedeutung des Wahlrechts für arbeitende Frauen zu halten. Eates hatte Baldock auch ermutigt, eine „echte Arbeiterin“, Jane Sbarborough, mitzubringen. Eates lud Baldock ein weiteres Mal ein, um „reichen und beschäftigungslosen Frauen die Schwierigkeiten bewusst zu machen, die arme Frauen dazu treiben, das Wahlrecht zu fordern“; bei der Gelegenheit traten auch Emmeline Pankhurst und Gertrude Conolan als Rednerinnen auf.
Eates Kensington-Zweig konnte hohe Summen zur finanziellen Unterstützung der WSPU generieren, im ersten Jahr 32 Pfund und im Jahr 1910 dann 804 Pfund. Innerhalb eines Jahres verkaufte sie fast 26.000 Exemplare von Votes for Women und eröffnete ein Merchandise-Geschäft in der Church Street in Kensington. Zu den angebotenen Produkten gehörten auch Postkarten bekannter Suffragetten mit deren Signatur. Eine Postkarte mit einer Radierung von Eates, sitzend mit großem Hut, wurde von Glenn Hinshaw gezeichnet.
Im März 1909 war Eates Teil der von Emmeline Pankhurst und Georgiana Solomon angeführten Delegation von Suffragetten, die im Unterhaus mit dem Premierminister H. H. Asquith sprechen wollten. Einige Frauen, darunter Eates, Selina Martin und Emmeline Pethick-Lawrence, wurden verhaftet. Eates wurde zu einem Monat im Holloway Prison verurteilt. Dies geschah einen Tag, nachdem drei andere Suffragetten, darunter Emily Davison, ebenfalls wegen Behinderung vor Gericht standen.
Anlässlich ihrer Freilassung holte ihre Zweigstelle sie vom Gefängnis ab und veranstaltete eine Feier der Old Town Hall von Kensington. Sie erhielt ein besonderes Schmuckstück, einen emailliertes Silberanhänger mit der geflügelten Figur „Hoffnung“, die vor Gefängnisgittern singt, mit Halbedelsteinen in einer Kette in den WSPU-Farben Lila, Weiß und Grün, das von der Silberschmiedin und Emailkünstlerin Ernestine Mills angefertigt worden war. Dieses Schmuckstück befindet sich heute im Museum of London.
Im Januar 1910 organisierte Eates für die WSPU die Wahlkampagne im Wahlkreis Kensington (North) und im Dezember 2010 im Wahlkreis West St Pancras. Sie leitete Demonstrationen in Kensington und sprach auf einer der Hauptbühnen bei der Kundgebung im Hyde Park.
Sie reiste durch das Land, unter anderem in die Midlands und nach Wales. Von 1910 bis 1913 lebten sie und ihr Ehemann in Indien und Wien, bevor sie nach London zurückkehrten und in Marylebone Wohnsitz nahmen.
Eates schloss sich nach der Rückkehr nach England der von Pethick-Lawrence geführten Gruppe an, der die zunehmend radikaleren Methoden der WSPU ablehnte, sich abspaltete und in den United Suffragists sammelte. Die United Suffragists blieben auch während des Ersten Weltkriegs für das Frauenwahlrecht aktiv und lösten sich erst 1918 mit der Verabschiedung des Representation of the People Act 1918 auf.
Von 1917 bis 1923 war Eates Mitglied des Leitungsausschusses der Infant Welfare Centre and Day Nursery im Londoner Stadtteil St. John’s Wood. Sie unterrichtete bei der Workers Educational Association und engagierte sich in den 1920er Jahren im Women’s Institute in Kent, wohin sie 1924 zog. Zurück in London im Jahr 1927, leitete Eates von 1929 bis 1930 Kurse bei der Young Women’s Christian Association in Acton: einen Staatsbürgerkurs und einen Debattierkreis.
Eates hatte eine Tochter, Margot Eates, die in den 1930er Jahren und während des Zweiten Weltkriegs als Kuratorin und Kunsthistorikerin am Museum of London tätig war.
Louise Eates starb 1944 in Acton, West London.